# 甲州戦記サクライザー
甲州戦記サクライザー（こうしゅうせんきサクライザー）は山梨県を舞台に展開しているご当地ヒーローである。ショー活動をメインに行っているが、テレビドラマ版も製作され山梨放送で放送されている。

## 概要
山梨県の県花である「富士桜」をイメージして作られたご当地ヒーロー。山梨県内のショッピングセンターやお祭りでも積極的にショー活動を行っている。ショー・ドラマ共に、全編を通して甲州弁が使用されていること、ヒーローものであるにもかかわらず主人公が「イケメンではない」のを強調していることなどが特徴。
山梨放送でドラマが放送されているため「山梨放送製作のキャラクター」というイメージを持たれがちだが、実際には全ての活動を市民団体が行なっており、撮影・映像編集・ショースタッフ・出演者・アクションチームは、自営業・公務員・サラリーマンなどで構成されているため、それぞれメンバーが休みを利用して活動している。
2010年8月7日に山梨放送の深夜枠で単発ドラマを放送。その反響を受け、同年10月13日から1stシーズンが、翌2011年4月3日から2ndシーズンが放映された。各話ごとに山梨県内の27市町村を舞台としている（第26話は30分拡大版だったため、前半は山中湖村、後半は富士河口湖町を舞台としている）。ただし、主人公の勤務先である「超常現象対策課」がある「北山梨市」のみ、架空の市となっている。
2012年7月1日から山梨放送で3rdシーズンが放送開始。また3rdシーズンの放送に先駆け、同年6月10日には『甲州戦記サクライザー3rdシーズン秒読みカウントダウンスペシャル どういでタイムワープしちもうでぇ?!』が放送された。その特番に先駆け、同局の自社番組「ヤマナシプロデュース」内で出演者オーディションも行われ、3名の女性が出演者として選ばれた。3rdシーズンからは、冒頭にミニアニメが組み込まれている。

## あらすじ
山梨県・北山梨市。平和なこの街に、謎の集団「魔玄一族」が現れた。
北山梨市役所超常現象対策課の桜井ケータは、先輩から託された特殊スーツ「タイプ39RA」で「サクライザー」に変身し、山梨県を守るために立ち上がる。
- 1stシーズン
  - 全12話。魔玄一族復活から、ひとつめのタケダクリスタルを手に入れるまでを描いている。舞台となった市町村は全12市町村。
- エピソードゼロ
  - 1stシーズンDVDの特典映像。本編より過去の物語を描いている。
- 2ndシーズン
  - 全14話。1stシーズンの続編。舞台となった市町村は全15市町村。
- 特番（カウントダウンスペシャル）
  - 3rdシーズンを前に放送された特番。本編から10年前、全ての始まりの日となった「漆黒の金曜日」を描いている。
- 3rdシーズン
  - 2ndシーズン後、平和になったかに見えた山梨に、再び魔玄一族の魔の手が。県内全市町村ロケ2周目に入る。

### ドラマの特徴
各話ごとに山梨県内の市町村が舞台となっており、また、その市町村在住のご当地ヒロインが必ず登場。ヒロインは地元市役所の職員や保育士など全員が素人である。惚れやすい桜井がヒロインと出会い「かわいい！」と心を奪われるシーン、サクライザーが魔玄一族を追い払いヒロインが「サクライザーって素敵！」と言いながら両手を胸の前で組む仕草をするシーン、最後に桜井がヒロインに告白し振られてしまうシーンがお約束である。
また、3rdシーズンでは「桜井さんって素敵！」というパターンも見られ始めた。

## 登場人物

### サクライザーの仲間たち
桜井 ケータ（さくらい・ケータ）
本作品の主人公。先輩の武田から託された特殊スーツを装着することによって、「イケメンでないのにもかかわらず」ヒーロー・サクライザーに変身する。北山梨市超常現象対策課の職員で、山梨県をこよなく愛している。可愛い女性にはすぐに惚れてしまうがうまくいったためしがなく、彼女いない暦＝年齢。話す言葉は「甲州弁」であり、「なんちゅうこんで！」（なんということだ！）、「ほうは言っても無理じゃんな」（そうは言っても無理だよなあ）などをよく口走る。市役所規定の作業服に市役所の名入りタオルを首に巻いているのがいつものスタイル。28話では平和ボケしすぎてサクライザーへの変身の仕方を忘れるなど、ヒーローとしてあるまじき失態をおかすも、サーハブたちの助力で再び変身することができた。
真田 戸馬（さなだ・とうま）
北山梨市役所超常現象対策課に配属された新人で、桜井の後輩。特別な力は持たないが、桜井の心強い味方。山梨県内の出身ではないため甲州弁がわからず、先輩である桜井の話す言葉が通じないことも。女運に恵まれない桜井とは違い、昔付き合っていた女性が現れたり（11話）気付いたら桃井といい感じになっていたりと、案外モテるようである。
賀茂鹿 楓（かもしか・かえで）
北山梨市の市長で、元・警察官。凶悪犯罪に巻き込まれ娘・由香里を亡くした過去を持つ。「漆黒の金曜日」と称されるその事件が魔玄一族の仕業と知り、玄太、山本博士と共に「タイプ39RA」を開発。しかし、警察上層部の圧力でスーツの量産化を中止、廃棄処分にされてしまう。それを機に市長となる。やさしくおっとりとした性格だが、悪には敢然と立ち向かう芯の強さを持つ。妻の名前は八重。富士河口湖町のヒロインの叔父。30話で、孫であるよしのとの再会を果たす。
サーハブ・オザワ課長
超常現象対策課の課長。サクライザースーツ開発の元となるレアクオーツを発掘した張本人。インド系日本人で、日本語は喋れないので常に通訳がついている。1stシーズンではドラマの冒頭でカレーの研究をしているシーンが見られるように、カレーにこだわりがあるらしい。富士吉田市（20話）では、カレーうどんを食べているシーンもあった。突然KIZAN2000に乗って現れたり、不思議な力を使って魔玄一族を追い払ったりと、謎の多い人物。その正体は、元「国際考古物冒険隊 I.A.I」の隊長。
通訳（つうやく）
サーハブの通訳。初期のスーパーでは「課長秘書」となっていたが、現在はドラマ内でもショー内でも「通訳」で定着している。サーハブとともに突然現れたり、意外にも戦闘能力が高かったりと、サーハブに負けず劣らず謎の多い人物。元「国際考古物冒険隊 I.A.I」の隊員として、サーハブとともにレアクオーツ発掘を行っていた。演じているのは主題歌を歌うバンド「Pro.ZACK!」のボーカル。
山本 はじめ（やまもと・はじめ）
北山梨大学の天才科学者。普段は分厚い眼鏡をしているが、外すとイケメン。桜井の同級生で、サクライザーをサポートする。サクライザーの生みの親である山本四郎博士の息子。その落ち着いた言動からクールに見えるが、底には熱いものを秘めた青年。研究に没頭したり新しい発見をすると、興奮してしまうことも。戦意を失った桜井を叱咤し、新たな武器を開発する（4話）など、若いが腕は確か。サクライザーの新しい装備を開発するためアメリカへ旅立ったきり、まだ日本に戻ってきていない。31話では一時帰国し、横浜で父親と落ち合い新型ベルトの開発に関係する「例のもの」を託し、アメリカへ再び旅立った。
山本 四郎（やまもと・しろう）
2ndシーズンから登場。特殊スーツ「タイプ39RA」を開発した北山梨大学の博士。はじめの父。クールな息子とは正反対で、熱苦しく涙もろい。しかしながらその腕は確かなもので、手に入れたタケダクリスタルの力を利用してスーツや武器を強化するなど、はじめがいなくなってしまった穴を十分に埋めて余りある活躍を見せる。また、魔玄怪人に襲われるも、懐に電話帳が入っていたため助かったという強運の持ち主でもある。右左口は元教え子で因縁の仲。
斉藤 ひな（さいとう・ひな）
1stシーズンでは、身延町（10話）のご当地ヒロインとして初登場。その後、身延山大学を卒業し北山梨大学山本研究室に勤務し始める。山本博士の助手となり、2ndシーズンからは桜井の強い味方に。初登場時は眼鏡を外したイケメンのはじめに何か感じるものがあったようだが、その後、2ndシーズンを通して山本博士の助手として桜井を近くで見ているうち、少しずつ惹かれていく。31話では、起動しなくなったサクライザーの変身ベルトに対し「機械なんて叩けば直るんです」という持論のもと、思い切りベルトを殴り、直してしまった。
桃井 しおり（ももい・しおり）
1stシーズンでは、丹波山村（7話）で、丹波山村役場の職員として登場。その後、北山梨市役所に転勤となり、2ndシーズンからは桜井たちと行動を共にすることが増える。桜井の従姉妹で、桜井を本当の兄のように慕っており「お兄ちゃん」と呼んでいるが、実は桃井の方がしっかりしている面も。性格は明るく前向きでしっかりもの。いつの間に仲良くなったのか、同じ課の真田といい感じに。食べることが大好き。39話では身延町の名物である「みのぶまんじゅう」を食べながら隠れているところを珠璃亜に見つかり、さらわれてしまう。
いたやま
2ndシーズンから登場。 桜井の幼なじみ。常に長髪のカツラを被っていて、胸に大きく「いたやま」の名札がついた上下緑のジャージを着ている。躰道の達人であり、戦闘能力は高く、相手が邪忍者であれば生身のままでも1対1で張り合えるだけの強さを持っている。また、山本博士が作ってくれないからという理由で自作したマスクとマントで「イタヤマン」に変身（26話）。しかし強化スーツではないため戦闘能力はまったく変わらず、サイガに一蹴されてしまった。33話では尾行を続けていた右左口に気付かれ、直接対決に。しかし右左口に108を起動され、なす術もなく打ちのめされた。
原 虎男（はら・とらお）
武田一刀流の師範で、桜井の剣の師匠。普段は子供たちに書道を教えている（5話）。10話では、助太刀にきた女拳法家である皐月胡都葉（さつき・ことは）に惚れてしまい赤面する場面も。修行の旅に出ていたが、23話で再登場、桜井のピンチを救う。修行の旅で会得した「武田無限斬」を桜井に伝授した。甲州弁ではなく、土佐弁のようななまりで話す。31話で再登場した際には胡都葉を追って中国まで行ったことを明かし、さらに結婚し、子どもまで生まれている。
武田 玄太（たけだ・げんた）
1stシーズン・2ndシーズンに回想シーンのみで登場。武田一族の末裔で、桜井の地元の先輩。山梨県甲府北口署の刑事。甲府市のご当地ヒロイン・愛の兄。廃棄処分が決まってしまった「タイプ39RA」を無断で持ち出し、桜井に託す。その際に魔玄一族と遭遇し、行方不明になってしまった。キャスケット帽にサングラスという刑事らしからぬ風貌だが、根はやさしく正義感の強い男。
武田 愛（たけだ・あい）
1stシーズン・2ndシーズンに登場。1stシーズンでは、甲府市（8話）のご当地ヒロインとして登場。玄太の妹。「風」のクリスタルを所持。その後、26話で武田一族に伝わる刀「陰雷」を桜井のために家から持ち出し、前田刑事に託す。名家のお嬢様らしくおしとやかな印象を受けるが、武田家秘書（山中湖村のヒロイン）の制止を振り切って家宝である刀を持ち出すなど、行動力のある面も。未だ行方の知れない兄の安否を気にかけている。
前田 宏真（まえだ・ひろまさ）
1stシーズン・2ndシーズンに登場。玄太の同僚で、友人。山梨県甲府北口署捜査一課の刑事。12話でライガに刺され意識不明になるが、22話で復活を果たす。その際に、橋本ひとみ（はしもと・ひとみ）という名前の恋人がいることが判明している。演じているのは山梨放送の元アナウンサー・前田真宏。
梶 博（かじ・ひろし）
3rdシーズンから登場。山梨県甲府北口署捜査一課の刑事。前田刑事の元同僚。1stシーズン2話の韮崎市役所のシーンで桜井たちを覗いていた謎の男の正体は彼であり、また、4話でよしのの父としても既に登場していた。魔玄一族の動向を探るため、これまで密かに調査を続けていた。魔玄一族に殺された賀茂鹿市長の娘・由香里の夫である。警棒を常備しておりそれで戦うが、あまり戦闘向きのタイプではなく、邪忍者にも勝てない。物静かで内に何かを秘めている男。
梶 よしの（かじ・よしの）
1stシーズンでは4話でのキーパーソンとして、帰ってこない父と戦闘を放棄して逃げてしまったサクライザーとを重ね合わせていた。その後、30話で再登場。父親に似たのか、言葉数は少なく、おとなしい女の子。父である梶刑事とともに、祖父・賀茂鹿市長との再会を果たす。なお、4話では桜井に対し「おじちゃん、大きくなったら結婚してあげるね」という爆弾発言を残している。
梶 由香里（かじ・ゆかり）
特番に登場した、オーディションで選ばれた女性が演じる「賀茂鹿市長の娘」。刑事であり、博の妻で、よしのの母。10年前の「漆黒の金曜日」の際に礼威子によって命を奪われ、その時持っていた「火」のタケダクリスタルも一緒に奪われてしまう。
賀茂鹿 八重（かもしか・やえ）
特番に登場した、オーディションで選ばれた女性が演じる「賀茂鹿市長の妻」。由香里の母。

### 魔玄一族（まげんいちぞく）
謎の悪の集団。過去に武田一族によって追放されていたが、魔力を取り戻し再び現れた。武田の財宝・タケダクリスタルを手に入れて伝説の鬼・サイガを蘇らせ日本を征服しようとしている。
サイガから語られた歴史によれば、魔玄一族は武田家に「影」の力として仕えることになっていたが、その力を恐れた人間たちによって封じられ、そのために復讐しようとしているという（32話）。
邪鬼 礼威子（じゃき・れいこ）/羽山 レイコ（はやま・レイコ）
魔玄一族の末裔。女の鬼。山梨を制圧することをたくらむ。1stシーズンでは女性警察官「羽山レイコ」として桜井たちと行動を共にし、タケダクリスタルを探していたこともあった。「火」のタケダクリスタルをも持っていたこともありその魔力は相当なものだったが、25話で、4つのタケダクリスタルを使って伝説の鬼・サイガを復活させるためにその力をほとんど使い果たしてしまう。そのため、25話以降は白髪となり、顔に描かれていた赤い炎の文様も消えている。「魔玄忍法・影縫い」や「魔玄忍法・火炎つぶて」といった特殊な技でサクライザーたちを苦しめる。33話で力を取り戻し、よりパワーアップ。顔の文様も黒になり、衣装もマントを羽織るなど、大きく変わっている。
ライガ
サクライザーのライバル。クモを依り代とした魔玄怪人で、三日月形に曲がった剣で攻撃する。6話で、サクライザーによって左腕を切り落とされるも、より強力な鋼のツメを手に入れて復活。その手で前田刑事を襲い、「風」のクリスタルを奪う（12話）。24話でサクライザーに倒されたかに見えたが、実は生きていたようである（26話）。礼威子同様に「魔玄忍法・影縫い」といった特殊な技を使うこともでき、他の魔玄怪人たちに比べその能力は段違いのようである。
サイガ（邪鬼サイガ）
魔玄一族で伝説の鬼と呼ばれる存在。タケダクリスタルによって封印されていたが、25話で、礼威子によって復活。カミキリムシのような様相をしている。復活後、圧倒的な強さでサクライザーに勝つ（25話）。完全体になるとその体内に眠る「魔の線虫」を火山に打ち込みマグマを活性化させて噴火させるという力を持つ。26話で、サクライザーに斬られた際、一瞬、顔に青い文様の描かれた青年の姿になる。その後、33話で再登場。青年の姿では人間の言葉を話すことができ、魔玄一族と人間の関係について「所詮分かり合えない」と説く（32話）。35話で樹齢350年の巨木のエネルギーを使い、鬼の姿に戻る。
ハチスカー/ハチスカシカオ
ハチを依り代とした魔玄怪人。右手の鋭い針で攻撃する。7話では「ハチスカシカオ」という名前で丹波山村ローラー滑り台レースに参加していた。高めの声で「ハチスカー！」と叫ぶ。19話でサクライザーに倒された。
スコルピオン
サソリを依り代とした魔玄怪人。腕に仕込んだ毒針と短剣で攻撃する。玄太が桜井にスーツを託した際に襲ったのが礼威子とスコルピオンのため桜井とも因縁のある魔玄怪人である。12話でサクライザーに倒された。
スコルピオーネ
スコルピオンがパワーアップした姿。38話で登場。
フライハーフ
ハエを依り代とした魔玄怪人。オカマ。拳法や薙刀のような武器で攻撃する。「オホホホホ」「イヤ～ン」など、オネエ言葉を話し、女性のような仕草で動く。サクライザーに倒されてしまった。
フライハーフ&ハーフ（フライハーフアンドハーフ）
フライハーフがパワーアップした姿。36話で登場。パワーアップしたが小柄になっている。復活後は、オカマではなく二重人格になった。
スカルコツゾウ
骨を依り代とした魔玄怪人。サクライザーに倒されてしまった。
アリンドウ
サイガ復活と共に現れた強力な3人組の怪人。アリのような姿をしているため、桜井に「ありんどう（甲州弁で「アリ」の意味）」と呼ばれた（26話）。常に3人で行動しているらしく、それぞれ腰や首に巻かれている布の色が違う。
邪忍者（じゃにんじゃ）
魔玄一族の忍者集団。「ギョイー」という掛け声と共に何人かの集団で襲ってくることが多い。刀やくないなど、武器を使う者もたまにいるが、基本的に素手で攻撃する。34話でパワーアップ。角が生え、文様も派手に。青と銀の布を揃って首に巻いていて、刀を使って攻撃してくるようになる。
邪鬼 珠璃亜（じゃき・じゅりあ）
特番に登場した、オーディションで選ばれた女性が演じる「邪鬼礼威子の手下」。「キャハハハハ」という無邪気な笑い声で笑いながら人間を脅かす少女。10年前の「漆黒の金曜日」の際、礼威子を守ろうとし、サクライザーに斬られる。39話で再び登場。しおりをどこかへさらってしまう。

### 東甲府重工（ひがしこうふじゅうこう）
元山本研究室で山本博士に師事していた右左口茂が所属する組織。遠隔操作型アンドロイドの開発を行っている。第三勢力として3rdシーズンから登場。
右左口 茂（うばぐち・しげる）
3rdシーズンから登場。特番にも一瞬だけ、山本研究室の一員として登場している。東甲府重工の研究員。白衣とオールバックの髪型、嫌味な笑い顔が特徴。アンドロイドの研究をしており、108の開発者。はじめとは研究室の同期だった。また、躰道の道場でいたやまと一緒だったこともあるらしく、武術も身に着けている（33話）。実力もそれなりのもの。ねじまがった性格で、人を怒らせるような態度や口調で相手を煽る。
荊沢 サラ（ばらざわ・サラ）
桜井の前に突如現れた謎の少女。茂に代わって108を操作する。桜井のことを「おじちゃん」と呼び慕っており、サクライザーがピンチになると自身の判断でマークツーを起動させる。茂が使用していた黒い手袋とは異なり、大きなヘッドフォンを装着しマークツーの遠隔操作を行なう。
トミー東雲（トミー・しののめ）
3rdシーズンから登場。甲府重工の研究員。白衣と大きなサングラスが特徴。
108（いちまるはち）
右左口が開発したアンドロイド。起動用の手袋をはめた右左口の「accept108」の声とともに始動。遠隔操作型のアンドロイドであり、39RAのようなスーツとは違った性能を持つ。右左口によって39RAのシステムをハッキングして作られているため、サクライザーと同等、またはそれ以上の強さを持つ。見た目はサクライザーによく似ており、全身黒のプロテクターに、胸には「破」の文字が施されている。
マークツー
108の改良型。起動用ヘッドフォンを装着したサラの「いくよ！マークツー！」の声とともに始動。頭部が大きく変わっているほか、性能も大幅にアップしている。

## サクライザー
主人公・桜井ケータが、山本博士が開発した特殊スーツ「タイプ39RA」を装着し、変身した姿。頭部には山梨県の県花である「富士桜」の花、胸には武田信玄の「武」の文字、ベルトには武田信玄の家紋である「武田菱」をあしらっている。変身時のかけ声は「チェンジ！サクライザー！」、登場時の決め台詞は「はんでめためたごっちょでごいす！サクライザー、ただいま参上！」。「はんでめためたごっちょでごいす」とは甲州弁をいくつか連ねただけのものであり、深い意味はない。敢えて訳すとすれば「お忙しいところご苦労様です」といった意味になるらしい。34話で新型スーツシステムが完成したことで新しいベルトと新しいスーツになり、変身ポーズや決めポーズ、スーツデザインの一部が変わっている。

### 装備・アイテム
特殊スーツ「タイプ39RA」
山本博士が開発した強化スーツ。山梨の県花「富士桜」をイメージして作られた。魔玄一族に対抗する手段として当時警察官だった賀茂鹿市長らの手で開発・量産化を進めていたが、警察上層部により量産化を中止。廃棄処分されそうになっていたものを玄太が持ち出し、桜井に渡す。警察の人間のデータが全て登録されており、上層部によってロックされているせいで警察関係者は装着することができない。そのため、スーツは桜井の手に託されることになった。装着することで常人の3倍以上の能力を発揮でき、また、タケダクリスタルの力で強化することもできる。内蔵マイクで通信することも可能。34話で新型システムにパワーアップ。山本博士曰く「常人の5倍」の力が発揮できるという。
トレジャーソード
サクライザーの武器。刀。つばの部分が武田菱の形をしている。4話において、はじめが開発した。名前の由来は山梨の郷土料理「ほうとう」を漢字にあてて「宝刀」とし、それを英語読みにしたもの。
陰雷（いんらい）
武田一族に代々伝わる家宝の刀。26話で、山本博士がこの刀を強化し、サイガに対抗できるようにしたものが現在の「陰雷」である。強化後は刀身に稲妻のような文様が入っている。
タケダクリスタル
不思議な力を持つとされる武田の財宝。「風」「林」「火」「山」の4つで、全て揃えることにより強大な力が手に入るとされる。それぞれ県内に散り、「風」は武田一族の末裔である愛（甲府市のヒロイン）が、「林」は名家・春日居家の令嬢である笛吹市のヒロインが、「山」は玄太の知人である小野あい（南部町のヒロイン）が、持っていた。「火」のクリスタルは富士吉田市の神社（火の神を祀っている）におさめられていたものを、危険を察知した賀茂鹿市長の判断により由香里が所持していたが、「漆黒の金曜日」の際に礼威子が奪い、自分の力として使用していた。
KIZAN2000（キザンにせん）
サクライザーの使用するサイドカー。真っ赤な車体に武田菱のマークがついている。26話でサイガに破壊されてしまった。
KIZAN VRIII TRY ACE（キザンブイアールスリートライエース）
KIZANの新型。35話で登場。
疾風（はやて）
山本博士の手によって、「風」のタケダクリスタルの力で強化された「タイプ39RA」の特殊能力。ベルトの武田菱の上の菱型部分を押すと発動。目にも止まらぬ速さで移動できるが、その分、桜井の体への負担は大きく、初めて使用した際には筋肉痛で動けなくなってしまった。
飛燕（ひえん）
山本博士の手によって、「林」のタケダクリスタルの力で強化された「タイプ39RA」の特殊能力。ベルトの武田菱の右手側の菱型部分を押すと発動。瞬間移動ができる。自分自身だけでなく、触れている人間や物体も一緒に移動させることができる。ただし、使用した際には体に一瞬ビリビリと電撃のようなものが走る。桜井は「あ～ビリビリする～」と表現している。

### 必殺技
シューティングズラー
ドロップキック。
ミリオンズラー
連続パンチ。
甲州フジザクラシュート
回し蹴り。
スパイクシュート
跳び蹴り。
トモーミ・ニー
跳び膝蹴り。
フジヤマスープレックス
丹波山戦で使用したプロレス技。
雷撃一文字斬り
トレジャーソードを使用し、電撃を利用して斬りつける技。
武田流回転斬り
トレジャーソードを使用し、一回転しながら斬りつける技。
武田流奥義・無限斬
2ndシーズンで原虎男から伝授された必殺技。トレジャーソードで∞を描くようにして斬る技。

## 主題歌・挿入歌

### オープニングテーマ
「サクラバス」
- 作詞：小石智紀 / 作曲：小石博明 / 歌：Pro.ZACK!
  - サクライザーのメインテーマとして、ドラマ・ショー共に最も多く使用されている。

### エンディングテーマ
「未来」
- 作詞：相吉雅紀 / 作曲：小石智紀 / 歌：Pro.ZACK!

### 挿入歌
「24色のストーリー」
- 作詞：小石智紀 / 作曲：小石博明 / 歌：Pro.ZACK!

「SWEET DAYS」
- 作詞：小石智紀 / 作曲：小石智紀 / 歌：Pro.ZACK!

「シングルコイル」
- 歌：Pro.ZACK!

「雪陰草」
- 歌：Pro.ZACK!

## 放映リスト

### 1stシーズン
| 話数   | サブタイトル           | 市町村       |
| ------ | ---------------------- | ------------ |
| 第1話  | チェンジ！サクライザー | 北杜市       |
| 第2話  | 七里岩の攻防           | 韮崎市       |
| 第3話  | 踏みにじられた宝石     | 南アルプス市 |
| 第4話  | リトルガール           | 甲斐市       |
| 第5話  | 一筆入魂               | 富士川町     |
| 第6話  | 一撃                   | 昭和町       |
| 第7話  | スピードスター         | 丹波山村     |
| 第8話  | マモルベキモノ         | 甲府市       |
| 第9話  | 狙われたアーク         | 西桂町       |
| 第10話 | 知らぬが花             | 身延町       |
| 第11話 | アイレン               | 中央市       |
| 第12話 | 未来                   | 山梨市       |

### 2ndシーズン
| 話数   | サブタイトル             | 市町村                 |
| ------ | ------------------------ | ---------------------- |
| 第13話 | リスタート               | 甲州市                 |
| 第14話 | 大月伝説                 | 大月市                 |
| 第15話 | 林のクリスタル           | 笛吹市                 |
| 第16話 | エコ争奪攻防戦           | 都留市                 |
| 第17話 | 上ヶ原の戦い             | 上野原市               |
| 第18話 | 風の力 加速装置          | 鳴沢村                 |
| 第19話 | お魚八海の死闘           | 忍野村                 |
| 第20話 | 第3のクリスタル          | 富士吉田市             |
| 第21話 | フィッシングバトル       | 小菅村                 |
| 第22話 | そして、誰もいなくなった | 早川町                 |
| 第23話 | 最後のクリスタル         | 南部町                 |
| 第24話 | 無限斬                   | 市川三郷町             |
| 第25話 | 明日なき絶望の果てに     | 道志村                 |
| 第26話 | 陰雷                     | 山中湖村・富士河口湖町 |

### 3rdシーズン
| 話数   | サブタイトル       | 市町村       |
| ------ | ------------------ | ------------ |
| 第27話 | 再生               | 北杜市       |
| 第28話 | 志ほの山           | 甲州市       |
| 第29話 | 黒の戦士           | 鳴沢村       |
| 第30話 | 信玄堤を死守せよ   | 甲斐市       |
| 第31話 | 五人の侍           | 富士川町     |
| 第32話 | 獲物               | 山梨市       |
| 第33話 | 覚醒               | 上野原市     |
| 第34話 | 新しい希望         | 早川町       |
| 第35話 | 激走 VRIII         | 南アルプス市 |
| 第36話 | キエルンデス21     | 西桂町       |
| 第37話 | 菁莪育才           | 都留市       |
| 第38話 | 少女とアンドロイド | 中央市       |
| 第39話 | 絶体絶命           | 身延町       |